# Tamala Jones
Tamala R. Jones (Pasadena, 12 de novembro de 1974) é uma atriz americana. Ela é conhecida por seus papéis em filmes como Booty Call, The Wood, Kingdom Come, The Brothers e What Men Want. Seus papéis conhecidos na televisão incluem Tina, uma personagem recorrente em Veronica's Closet, Bobbi Seawright em For Your Love e Lanie Parish no drama criminal Castle, da ABC.

## Carreira
Seu primeiro papel como atriz foi uma aparição no seriado adolescente California Dreams. Jones co-estrelou as séries For Your Love (1998-2002) e The Tracy Morgan Show, que teve uma curta duração. Ela teve um papel recorrente como Tonya, uma antiga namorada de Flex (temporadas 1 e 5) em One on One. Ela também apareceu em outras séries de televisão, incluindo The Parent 'Hood, The Fresh Prince of Bel-Air, Everybody Hates Chris, Veronica's Closet, My Name Is Earl, Studio 60 On The Sunset Strip e Malcolm & Eddie. 
Em 1993, Jones apareceu no videoclipe de "Give It Up, Turn It Loose", de En Vogue. Em 2001, ela estava no videoclipe "Girls, Girls, Girls" do rapper Jay Z com as colegas atrizes Paula Jai Parker e Carmen Electra. Também naquele ano, Jones foi destaque no videoclipe de "Gravel Pit" de Wu-Tang Clan. Ela aparece no vídeo de Will Smith, "I'm Looking for the One", e como presidente dos Estados Unidos no videoclipe da música "Independent", do rapper Webbie.